# 赤江村
赤江村（あかえむら）は、島根県能義郡にあった村。現在の安来市の北西部、飯梨川の河口域にあたる。

## 地理
- 湖沼：中海
- 河川：吉田川、飯梨川

## 歴史
- 1889年（明治22年）4月1日 - 町村制の施行により、東赤江村・上坂田村・中津村・今津村・下坂田村・切川村の区域をもって発足。
- 1954年（昭和29年）4月1日 - 安来町・飯梨村・荒島村・島田村・大塚村と合併して安来市が発足。同日赤江村廃止。

## 交通

### 鉄道路線
村域を日本国有鉄道の山陰本線が通過したが、駅は所在しなかった。

### 道路
- 国道9号

現在は旧村域を安来道路が通過するが、当時は未開通。

## 出身・ゆかりのある人物
- 広江八重桜（俳人、正岡子規、河東碧梧桐門弟）
- 金藤英夫（米子製鋼所支配人、米子銀行常務取締役）